# Temesfűzkút
Temesfűzkút, románul: Fiscut település Romániában, a Partiumban, Arad megyében.

## Fekvése
Aradtól délre, Vingától keletre fekvő település.

## Története
Temesfűzkút, Fűzkút nevét 1493-ban említette először oklevél Fyzkuth néven. 1808-ban Füskút, Fiskút, 1888-ban Füskút, 1913-ban Temesfőzkút néven írták.
Fűzkút a középkorban Arad vármegyéhez tartozott. Az 1723-1725 évi térképen elpusztult helyként jelölték. A 18. század közepén románok telepedtek meg itt. A kincstári birtokok elárverezésekor Landerer Mihály vásárolta meg, a híres nyomdászcsalád innen nyerte nemesi előnevét. A 19. század elején a Rőtth, a Frölich és a Daruváry-családok lettek a birtokosai. 1838-ban Rőtth József örökösei és Majerffy Károly voltak a birtokosai, majd 1896-ban a Rőtth-család birtoka harmadrészben Kisfaludy Zsigmond és Rőtth Jolán, kétharmadrészben Kintzig Ferencz tulajdonába került, míg a Fröhlich és a Daruváry rész Kintzig Ferencz és Géza birtoka lett. A 20. század elején Kintzig Géza, Dénes és Margit és Kisfaludy Zsigmond volt a legnagyobb birtokosa. A községbeli két úrilak közül az egyik Fröhlich Gusztávé volt, majd Kintzig Margit és Dénes tulajdona lett. A másikat Rőtth László építtette, s ez később Kintzig Gézáé lett. A mai Temesfüzkúttól éjszakkeletre feküdt a középkorban Cserteleke (Chertheleke-)puszta is, amely 1457-ben az aradi káptalan birtoka volt és Arad vármegyéhez tartozott.
1851-ben Fényes Elek írta a településről:
Füskut, Temes vármegyében, 1100 óhitü lakossal, anyatemplommal, 58 egész urbéri telekkel. A féregyházi birtokosok birják.
A trianoni békeszerződés előtt Temes vármegye Újaradi járásához tartozott.

## Népessége
1910-ben 896 lakosából 50 magyar, 91 német, 755 román volt. Ebből 139 római katolikus, 11 görögkatolikus, 742 görögkeleti ortodox volt.

## Források

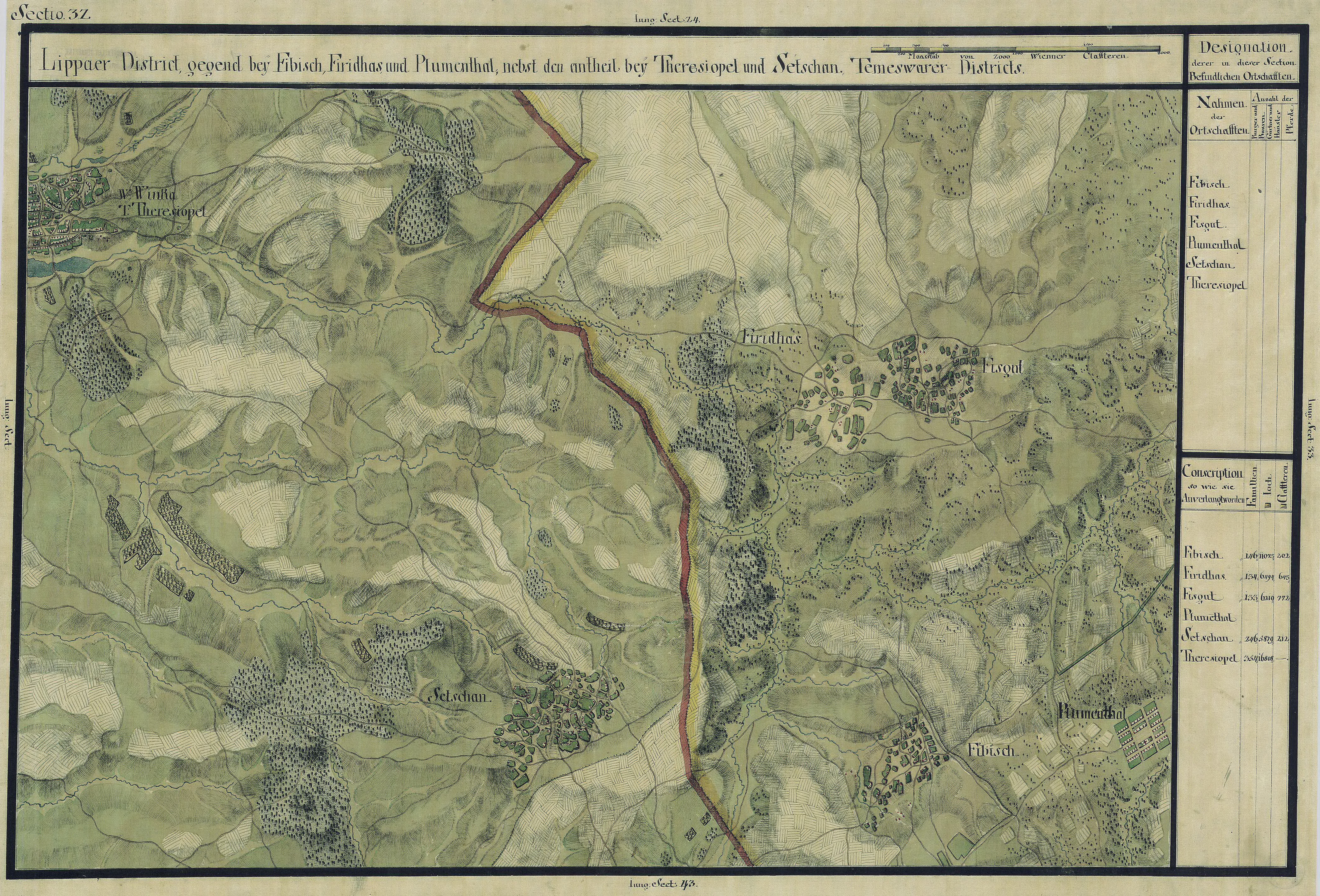
Temesfűzkút, Fűzkút egy régi térképen